# Perregrinus deformis
Perregrinus deformis är en spindelart som först beskrevs av Andrei V. Tanasevitch 1982.  Perregrinus deformis ingår i släktet Perregrinus och familjen täckvävarspindlar. Inga underarter finns listade i Catalogue of Life.